# Saison 8 de Charmed
Chronologie
Saison 7
Cet article présente le guide des épisodes de la huitième et dernière saison de la série télévisée américaine Charmed.

## Distribution

### Acteurs principaux
- Alyssa Milano (VF : Magali Barney) : Phoebe Halliwell
- Rose McGowan (VF : Véronique Soufflet) : Paige Matthews Halliwell
- Holly Marie Combs (VF : Dominique Vallée) : Piper Halliwell
- Kaley Cuoco (VF : Laura Préjean) : Billie Jenkins[1]
- Brian Krause (VF : Benoît DuPac) : Leo Wyatt (épisodes 1 à 10, 21 et 22)

### Acteurs récurrents et invités
- Rebecca Balding (VF : Marie-Martine) : Elise Rothman (épisodes 1 et 21)
- James Read (VF : Jean Barney) : Victor Bennett (épisodes 1, 21 et 22)
- Jennifer Rhodes (VF : Sylvie Genty) : Penny Halliwell (épisodes 1 et 22)
- Jason Lewis (VF : Axel Kiener) : Dex Lawson[2] (épisodes 1 à 6)
- Scott Jaeck (en) (VF : Gérard Surugue) : Sam Wilder (épisode 7)
- Ivan Sergei (VF : Adrien Antoine) : Henry Mitchell (épisodes 8 à 18, et 22)
- Marnette Patterson (VF : Philippa Roche) : Christy Jenkins (épisodes 15 à 22)
- Leland Crooke (VF : Philippe Catoire) : Candor (épisodes 15 à 17, 20 à 22)
- Victor Webster (VF : Anatole de Bodinat) : Coop, Cupidon (épisodes 16 à 22)
- Finola Hughes (VF : Marie-Martine Bisson) : Patty Halliwell (épisode 22)
- Drew Fuller (VF : Yoann Sover) : Chris Halliwell (épisode 22)
- Wes Ramsey : Wyatt Halliwell (épisode 22)
- Simon Templeman : L'Ange de la Mort (épisode 10)
- Brandon Quinn : Agent Russ Murphy (épisodes 1, 5, 7 et 9)

## Épisodes

### Épisode 1:Une nouvelle vie
- États-Unis : 25 septembre 2005 sur The WB[3]
- France : 3 décembre 2005 sur M6
- Québec : 25 août 2008 sur VRAK.TV

- Glenn Morshower (Agent Keyes)
- James Read (Victor Bennett)
- Janice Dickinson (dans son propre rôle)
- Jason Lewis (Dex Lawson)
- Adrienne Wilkinson (Phoebe)
- Brandon Quinn (Agent Murphy)

- La réduction du budget de la série, condition pour que celle-ci soit renouvelée pour une dernière saison, a conduit la production à se séparer de Dorian Gregory, qui incarnait l’inspecteur Morris depuis la saison 1.
- Le personnage de Billie a été introduit pour permettre de réduire le temps de présence des trois actrices principales à l’écran. Cela était supposé permettre à la série de faire des économies tout en se poursuivant, avec des salaires moins élevés à verser, au cas où la production aurait décidé son renouvellement pour une saison 9.
- Le film projeté dans la salle de cinéma dans laquelle Paige et Billie se rencontrent est Darkside : Les Contes de la nuit noire, datant de 1990.

### Épisode 2:Traquées
- États-Unis : 2 octobre 2005 sur The WB
- France : 3 décembre 2005 sur M6
- Québec : 1er septembre 2008 sur VRAK.TV

- Jason Lewis (Dex Lawson)
- Michael Trevino (Alistair)

Cet épisode est inspiré de la série Sex and the City.

### Épisode 3:Au-delà des apparences
- États-Unis : 9 octobre 2005 sur The WB
- France : 3 décembre 2005 sur M6
- Québec : 8 septembre 2008 sur VRAK.TV

- Jason Lewis (Dex Lawson)
- Beatrice Rosen (Jenny Bennett/Maya Holmes)

### Épisode 4:L'Élu
- États-Unis : 16 octobre 2005 sur The WB
- France : 7 octobre 2006 sur M6
- Québec : 15 septembre 2008 sur VRAK.TV

- Jason Lewis (Dex Lawson)
- Michelle Stafford (Mandi)
- Alana de la Garza (l'ex de Dex)

- À noter qu'à la fin de l'épisode, Paige s'excuse auprès de Phoebe qui emploie l'expression : « et mes pieds ! ». C'est une erreur de traduction de l'expression « my feet » qui veut en fait dire « mon œil ».
- Le titre original de l'épisode fait référence à la série Desperate Housewives, le personnage de Mandy étant inspiré de Bree Van De Kamp.

### Épisode 5:Ressuscitées
- États-Unis : 23 octobre 2005 sur The WB
- France : 7 octobre 2006 sur M6
- Québec : 22 septembre 2008 sur VRAK.TV

- Jason Lewis (Dex Lawson)

### Épisode 6:Le Poids du passé
- États-Unis : 30 octobre 2005 sur The WB
- France : 14 octobre 2006 sur M6
- Québec : 29 septembre 2008 sur VRAK.TV

- Jason Lewis (Dex Lawson)

### Épisode 7:Le Protégé
- États-Unis : 6 novembre 2005 sur The WB
- France : 14 octobre 2006 sur M6
- Québec : 6 octobre 2008 sur VRAK.TV

- Scott Jaeck (Sam Wilder)

### Épisode 8:La femme est l'avenir de l'homme
- États-Unis : 13 novembre 2005 sur The WB
- France : 21 octobre 2006 sur M6
- Québec : 13 octobre 2008 sur VRAK.TV

### Épisode 9:L'Antidote
- États-Unis : 20 novembre 2005 sur The WB
- France : 21 octobre 2006 sur M6
- Québec : 20 octobre 2008 sur VRAK.TV

### Épisode 10:La Force du destin
- États-Unis : 27 novembre 2005 sur The WB
- France : 21 octobre 2006 sur M6
- Québec : 27 octobre 2008 sur VRAK.TV

Pour des raisons budgétaires, Brian Krause a été écarté de la série à partir de cet épisode mais Brad Kern est parvenu à un accord pour pouvoir faire revenir le personnage de Léo dans les deux derniers épisodes de la série.

### Épisode 11:Mr Smith & Mrs Smith
- États-Unis : 8 janvier 2006 sur The WB
- France : 28 octobre 2006 sur M6
- Québec : 3 novembre 2008 sur VRAK.TV

Billie développe un nouveau pouvoir dans cet épisode, celui de la Projection, qui lui permet de changer ce qu'elle veut par la pensée sans pouvoir ni potions, mais elle doit être dans un fort état émotionnel pour que ce pouvoir fonctionne.

### Épisode 12:Hold-up
- États-Unis : 15 janvier 2006 sur The WB
- France : 28 octobre 2006 sur M6
- Québec : 10 novembre 2008 sur VRAK.TV

- Dans cet épisode, le pouvoir de guérison de Paige se manifeste pour la première fois transformant Paige en un véritable Être de lumière. Elle avait déjà guéri Cole dans la saison 4 mais c'était avec l'aide des pouvoirs de Léo qui agissaient comme catalyseur.
- Cet épisode marque aussi un record de longévité qui fait de Charmed la plus longue série américaine ayant des femmes pour héroïnes principales.
- L'Agent Murphy, qui a quitté la série depuis l'épisode 9, apparaît hors écran pour aider les sœurs Halliwell via un appel téléphonique, chargeant son département de la Sécurité Intérieure de fournir un hélicoptère au braqueur et demandant aux policiers de ne pas ouvrir le feu.

### Épisode 13:La Maison de poupées
- États-Unis : 22 janvier 2006 sur The WB
- France : 28 octobre 2006 sur M6
- Québec : 17 novembre 2008 sur VRAK.TV

- Faran Tahir (Savard)
- Janelle Giumarra (Phoenix)
- Erin Cummings (Patra)
- Lisa Jay (Pilar)

Dans cet épisode, Phoebe quitte le manoir et emménage dans son appartement. Les trois sœurs se séparent comme dans la sixième saison mais de façon définitive.
C'est la seconde et dernière fois que Piper est miniaturisée et coincée dans la Maison de Poupées qu'elle détruit à la fin de l'épisode avec les 3 Démons femelles qui avaient pris leurs apparences et temporairement possédées le Pouvoir des 3.
C'est la première et unique fois que Phoebe et Paige sont miniaturisées et coincées dans la Maison de Poupées.

### Épisode 14:Le Sceptre du Zodiaque
- États-Unis : 12 février 2006 sur The WB
- France : 4 novembre 2006 sur M6
- Québec : 24 novembre 2008 sur VRAK.TV

- Clyde Kusatsu (Lo Pan)

Piper recherche des informations au sujet de Léo et Billie au sujet de sa sœur. Elles découvrent un message de Lo Pan, moine et gardien d'un bâton bouddhiste sacré qui contient le pouvoir d'influence.
Piper devient la nouvelle gardienne du sceptre jusqu'à minuit et doit éviter que les démons s'en emparent, elle rencontrera les gardiens du zodiaque qui l'aideront. Quant à Billie, elle apprend à contrôler son pouvoir de projection mentale avec Lo Pan, ce qui va lui permettre de récupérer un objet qui lui indiquera ou sa sœur se trouve. Phoebe fait une fête à son appartement pour fêter son indépendance mais en perd le contrôle lorsque ses invités sont ensorcelés par le pouvoir d'influence du sceptre du zodiaque.

### Épisode 15:La Bataille de Christy
- États-Unis : 19 février 2006 sur The WB
- France : 4 novembre 2006 sur M6
- Québec : 1er décembre 2008 sur VRAK.TV

- Jason Shaw (Greg)
- Marnette Patterson (Christy)

### Épisode 16:La Bague au doigt
- États-Unis : 26 février 2006 sur The WB
- France : 4 novembre 2006 sur M6
- Québec : 8 décembre 2008 sur VRAK.TV

- Victor Webster (Coop)

### Épisode 17:Les Noxons
- États-Unis : 16 avril 2006 sur The WB
- France : 18 novembre 2006 sur M6
- Québec : 15 décembre 2008 sur VRAK.TV

- États-Unis : 2,98 millions de téléspectateurs[4]

- Victor Webster (Coop)

Piper doit aider deux jeunes sorciers de l'école de magie venus chercher l'aide de Léo après que de puissants démons invincibles se soient attaqués à eux. Christy cherche à tout prix à rallier Billie à sa cause mais la venue de leurs parents semble éloigner Christy de son but jusqu'à ce que le dernier membre de la Triade, Candor, ordonne aux Noxons de les éliminer. De son côté, Phoebe, avec l'aide de Coop, remonte le cours de sa vie pour comprendre son problème avec l'amour. Quant à Paige, elle part en lune de miel et à son retour et emménage chez Henry. Piper reste au manoir avec ses enfants, Billie et Christy. Rondok (un des Noxons) est banni sur le plan astral par Ryan et Jen les deux étudiants de Leo. De son côté, Christy folle de rage que Candor soit responsable de la mort de ses parents l'embroche avec son bras mais de ce fait passe l'épreuve finale de la Triade et devient totalement maléfique.
Note : Grâce à Coop, Phoebe retrouve goût à l'amour et pardonne à Cole dans cet épisode. Paige est présumée avoir pardonné à Cole à la fin de la série.

### Épisode 18:Trahison
- États-Unis : 23 avril 2006 sur The WB
- France : 18 novembre 2006 sur M6
- Québec : 9 janvier 2009 sur VRAK.TV

- États-Unis : 3,39 millions de téléspectateurs

Alors que Phoebe doit faire un choix entre un amour mortel et un amour magique, que Paige doit résoudre ses problèmes d'identités intérieurs à la suite de son mariage, Piper recherche le dernier Noxon, (son comparse ayant été vaincu l'épisode précédent), qui a tué les parents de Billie et Christy afin de trouver un lien avec le Pouvoir Ultime. De son côté, Christy parvient à détourner Billie des sœurs Halliwell après que Piper a utilisé son pouvoir explosif sur elle pour l'empêcher de tuer le démon Noxon. Christy fait en sorte que le désir de Piper de retrouver Léo devienne sa priorité pour éloigner un peu plus Billie des 3 sœurs. Billie se retourne contre les 3 sœurs et ces dernières découvrent l'Ultime Pouvoir lorsque Billie et Christy détruisent le dernier Noxon, un démon invincible.
Note : Les sœurs découvrent la trahison de Christy dans cet épisode et qu'elle et Billie sont l'Ultime Pouvoir.

### Épisode 19:La Clef des songes
- États-Unis : 30 avril 2006 sur The WB
- France : 18 novembre 2006 sur M6
- Québec : 16 janvier 2009 sur VRAK.TV

- États-Unis : 3,17 millions de téléspectateurs

- Peter Wingfield (Salek)
- Victor Webster (Coop)

### Épisode 20:Le Monde à l'envers
- États-Unis : 7 mai 2006 sur The WB
- France : 25 novembre 2006 sur M6
- Québec : 23 janvier 2009 sur VRAK.TV

- États-Unis : 3,39 millions de téléspectateurs

- Victor Webster (Coop)

Billie et Christy s'allient à Dumain, un démon aux ordres de la Triade. Billie donne son carnet contenant des renseignements sur les sœurs à Dumain et ce dernier l'utilise pour détruire la réputation des trois sœurs Halliwell. Le démon leur jette un sort dans le but qu'elles se désintéressent du monde magique qui est attaqué par les forces de Dumain. La communauté magique est sauvée par Billie et Christy qui par ce tour de force ont isolé les 3 sœurs. Lorsqu'elles retrouvent leurs esprits, il est trop tard. La communauté magique est persuadée que les Halliwell se sont détournées de leur voie et qu'elles usent de leurs pouvoirs à des fins personnelles. Les trois sœurs sont alors obligées de fuir le manoir pour ne pas être tuées par une boule de feu lancée par Billie et Christy.
Note : Cet épisode marque la première apparition de Dumain. Ce dernier révèle que c'est lui qui a suggéré à la Triade d'enlever Christy il y a quinze ans pour pouvoir la conditionner et tuer les sœurs Halliwell, (alors qu'au départ c'était la Triade qui était supposé avoir imaginé ce plan).
Cet épisode révèle que la Triade est toujours active même s'ils sont à l'état d'esprit.

### Épisode 21:L'Appel du Néant
- États-Unis : 14 mai 2006 sur The WB
- France : 25 novembre 2006 sur M6
- Québec : 30 janvier 2009 sur VRAK.TV

- États-Unis : 3,72 millions de téléspectateurs

Depuis leur dernière rencontre avec la communauté magique et les sœurs Jenkins, Piper, Phoebe et Paige se cachent en enfer en évitant les attaques démoniaques. Mais elles décident de revenir à la surface et de combattre leurs ennemis afin de retrouver leurs vies. Les sœurs Jenkins prennent possession du manoir et attendent le retour des Halliwell pour les éliminer. Lors du premier combat, les jeunes femmes s'opposent avec des potions ce qui blesse Christy et Piper. Puis des démons (Nomed et Zohar) proposent leur aide aux Halliwell pour qu'elles parviennent à détruire la Triade. En espionnant l'école de magie, les démons apprennent que La Triade, (qui a pu revenir sous forme d'esprit même si leurs corps ont été détruits), souhaite faire utiliser le Néant aux sœurs Jenkins pour éliminer les Halliwell et renaître. Piper, Phoebe et Paige décident alors d'adopter le même plan et récitent la formule pour appeler le Néant en même temps que Billie et Christy. Les 5 sorcières sont alors possédées par le Néant et chaque groupe veut en finir définitivement avec ses adversaires. Les sœurs Halliwell se rendent d'abord à l'école de magie où elles détruisent la Triade, puis elles se rendent au manoir où les sœurs Jenkins les attendent. Les deux forces s'opposent dans un ultime combat dévastateur qui fait exploser le manoir et tue Christy, Phoebe et Paige. L'Ange du Destin apparait avec Léo, mais Piper reste amère face à cette victoire...

### Épisode 22:Forever Charmed
- États-Unis : 21 mai 2006 sur The WB
- France : 25 novembre 2006 sur M6
- Québec : 6 février 2009 sur VRAK.TV

- États-Unis : 4,49 millions de téléspectateurs

- Finola Hughes (Patty Halliwell)
- Jennifer Rhodes (Penny Halliwell)
- James Read (Victor Bennett)
- Victor Webster (Coop)
- Marnette Patterson (Christy Jenkins)
- Wesley Ramsey (Wyatt Halliwell (adulte))
- Drew Fuller (Chris Halliwell (adulte))
- Ellen Geer (Piper âgée)
- Gordon Wells (Leo âgé)

Phoebe et Paige sont mortes pour accomplir leur destinée à la suite du combat contre les sœurs Jenkins et Billie s'est enfuie voir Dumain après la mort de Christy. Piper reste amère face à cette victoire et se tourne alors vers Coop qui accepte de prêter son anneau à la sorcière pour qu'elle puisse voyager dans le temps avec Léo pour sauver ses deux sœurs. Billie, quant à elle, utilise son pouvoir de projection mentale pour se rendre dans le passé et prévenir les Billie et Christy du passé de ne pas se rendre au combat pour empêcher le destin tragique de Christy, mais elles ne l'écoutent pas à cause du néant et s'en prennent à elle. Durant son périple, Piper retrouve sa mère, Patty, à l'époque où elle est toujours amoureuse de Victor, en 1975 et sa grand-mère, Penny, à l'époque qui a suivi la mort de Patty, en 1978 environ. Elles suivent Piper jusqu'au moment de l'Ultime combat. Les trois générations de sorcières parviennent à renfermer le Néant dans sa boîte, changeant ainsi le cours du temps. Phoebe et Paige restent en vie tout comme Christy. Piper et Billie rejoignent donc leur corps du présent car le futur d'où elles viennent n'existe plus. L'Ange du Destin réapparait et reprend Léo du fait que l'Ultime Menace n'a pas été vaincue. Billie et Christy s'enfuient du manoir et Christy veut toujours vaincre les sœurs Halliwell mais Billie lui dit que Dumain est du côté du mal mais Christy reste sur sa décision et est prête à le faire seule. Les sœurs Halliwell doivent aussi faire face à l'arrivée de Chris et de Wyatt du futur car ce dernier a perdu ses pouvoirs et le sort qu'il a lancé les a envoyées à cette époque. Patty du passé, Wyatt et Chris du futur se rendent chez Victor pour récupérer Wyatt. Patty découvre qu'elle est divorcée de Victor, que le père de Paige est Sam, son être de lumière et que Prue est morte. Alors que les sœurs cherchent un moyen d'éliminer leurs ennemies sans y perdre la vie, Billie vient au manoir en s'excusant et en leur avouant que Dumain l'a manipulée et manipule toujours sa sœur et qu'elle veut les aider. Dumain kidnappe Coop pour lui voler sa bague. Il parvient, avec Christy, à aller dans le passé pour prévenir la Triade que les sœurs Halliwell les ont vaincus et que Billie et Christy doivent appeler le Néant avant Piper, Phoebe et Paige pour changer le futur. Billie, qui a rejoint les sœurs Halliwell, utilise son pouvoir de projection mentale et suit Christy pour revenir dans le passé en amenant Piper, Phoebe et Paige. Les trois sœurs détruisent la Triade à l'aide de potions et Piper détruit les Dumain du passé et du présent. Christy voit ses plans échoués, elle ne peut plus remonter une nouvelle fois le temps car Paige a récupéré la bague de Coop à l'aide de son pouvoir. Christy est folle de rage et décide de tuer ses ennemies, y compris Billie, avec une boule de feu. Billie tente de raisonner une nouvelle fois sa sœur. Mais à cause du conditionnement de la Triade, Christy refuse d'abandonner et lance sa boule de feu. Dans un geste protecteur envers ses amies, Billie retourne son attaque sur Christy qui meurt sur le coup. Billie est anéantie. Puis le groupe revient au manoir pour retrouver Léo qui reprend enfin sa vie auprès de sa famille et Wyatt retrouve ses pouvoirs. Toutes les générations de la famille s'embrassent après la belle victoire des sœurs Halliwell contre l'ultime menace. Coop ramènera Patty et Penny, après avoir effacé leur mémoire pour ne pas modifier le futur, ainsi que Wyatt et Chris à leurs époques mais pour l'instant ils ne pensent qu'à fêter leur victoire dans un immense bonheur.
- D'après Brad Kern, à la fin de l'épisode, une photo de Prue Halliwell devait apparaître, mais il n'a pas pu le faire à cause de la restriction budgétaire car il aurait dû payer les droits d'images à Shannen Doherty, et il ne le pouvait pas.
- Piper fait le vœu de voir Phoebe et se retrouve dans le passé, dans la chambre de ses parents, vraisemblablement en train de concevoir sa petite sœur. Plus tard, Patty dira au Victor du présent qu’elle vient de « juillet 75 ». Or, d’après l’épisode Le Pacte, on sait que Patty était déjà enceinte de Phoebe et séparée de Victor dès le mois de mars de cette même année. Ceci étant une erreur de traduction et de doublage. Car en anglais, Patty dit: 1975, how do I look? (1975 comment suis-je?)
- Piper semble dégoûtée lorsque Billie lui annonce s'être servi de Wyatt pour convoquer le Néant. Or, Piper a, plus tôt dans l'épisode, mentionné au Wyatt adulte que c'est Billie et Christie qui lui ont volé ses pouvoirs sous l'emprise du Néant. Elle le savait donc déjà. Encore une fois ceci est une erreur de traduction car en anglais Piper dit: it’s gotta be Billie and Christy. They used the hollow to steal his power! (c’est probablement Billie et Christy!) Ce qui laisse penser qu’elle a une intuition plutôt qu’une certitude.

## Audience moyenne
Cette huitième et dernière saison a fait une moyenne de 13,36 % de part de marché soit une baisse de 4,94 % depuis la première saison.[réf. nécessaire]